# Pisoniano
Pisoniano é uma comuna italiana da região do Lácio, província de Roma, com cerca de 730 habitantes. Estende-se por uma área de 13 km², tendo uma densidade populacional de 56 hab/km². Faz fronteira com Bellegra, Capranica Prenestina, Cerreto Laziale, Ciciliano, Gerano, San Vito Romano.

## Demografia
| Variação demográfica do município entre 1861 e 2011                               |
|                                                                                   |
| Fonte: Istituto Nazionale di Statistica (ISTAT) - Elaboração gráfica da Wikipedia |